# Jacob Østergaard (professor)
Jacob Østergaard (født 17. marts 1969 i København) er professor i elteknologi ved Danmarks Tekniske Universitet og leder og grundlægger af Center for El og Energi. Han er ligeledes grundlægger af den internationalt anerkendte eksperimentelle platform for el og energi, PowerLabDK. Han har en omfattende publikationsaktivitet inden for intelligente energisystemer, integration af vindkraft og tidligere inden for anvendelser af superledning.
Jacob Østergaard blev civilingeniør fra Danmarks Tekniske Universitet i 1995.
Han var fra 1995 til 2005 ansat som udviklingsingeniør ved Dansk Elforsyning Forskning og Udvikling (DEFU). Siden 2005 har han været ansat som professor og centerleder ved Institut for Elektroteknologi på Danmarks Tekniske Universitet.
Han har etableret PowerLabDK, et konsortium bestående af Bornholms Energi og Forsyning og Danmarks Tekniske Universitet hvori laboratorier samt fuldskala energisystemer er samlet i en eksperimentel platform for el og energi. Han er bestyrelsesmedlem i Energinet, Baltic Energy Island og Nerve Smart Systems, tidligere bestyrelsesmedlem i Energy Innovation Cluster, bestyrelsesmedlem i Energimuseet,  Danmarks repræsentant i Mission Innovation (Smart Grids), tidligere bestyrelsesmedlem i Balslev Rådgivende Ingeniører A/S, tidligere medlem af bestyrelsen for EU's teknologiplatform for SmartGrids, tidligere medlem af regeringens Smart Grid netværk, grundlægger og medlem af Partnerskabet for Smart Energi samt tidligere medlem af Interessentforum for Energinet. Han er medlem af ERIG Scientific Advisory Board og IEEE Spectrum Editorial Board. Endvidere har han plads i en række styregrupper, netværk mv. inden for el og energiområdet og er leder af en række større forsknings- og demonstrationsprojekter på området, blandt andet er han fader til Danmarks største udviklingsprojekt for fremtidens smarte energisystem, EnergyLab Nordhavn med showroomet og inkubatormiljøet, EnergyHub. I 2016 blev han udpeget som medlem af Regeringens Energikommission 2016-17 og siden 2017 har han været formand for H.C. Ørsted Prisens priskomité.

## Hædersbevisninger
- IBM Faculty Award 2009
- AEG Fondens Elektronpris 2007
- Mogens Balslev Fonden 2005
- A. Angelos pris 1996